# Maliaño
Maliaño är en ort i Spanien.   Den ligger i provinsen Provincia de Cantabria och regionen Kantabrien, i den norra delen av landet, 300 km norr om huvudstaden Madrid. Maliaño ligger 47 meter över havet och antalet invånare är 9 563.
Terrängen runt Maliaño är platt norrut, men söderut är den kuperad. En vik av havet är nära Maliaño åt nordost. Runt Maliaño är det ganska tätbefolkat, med 120 invånare per kvadratkilometer. Närmaste större samhälle är Santander, 5,7 km norr om Maliaño. Omgivningarna runt Maliaño är en mosaik av jordbruksmark och naturlig växtlighet.